# Jennifer Connelly

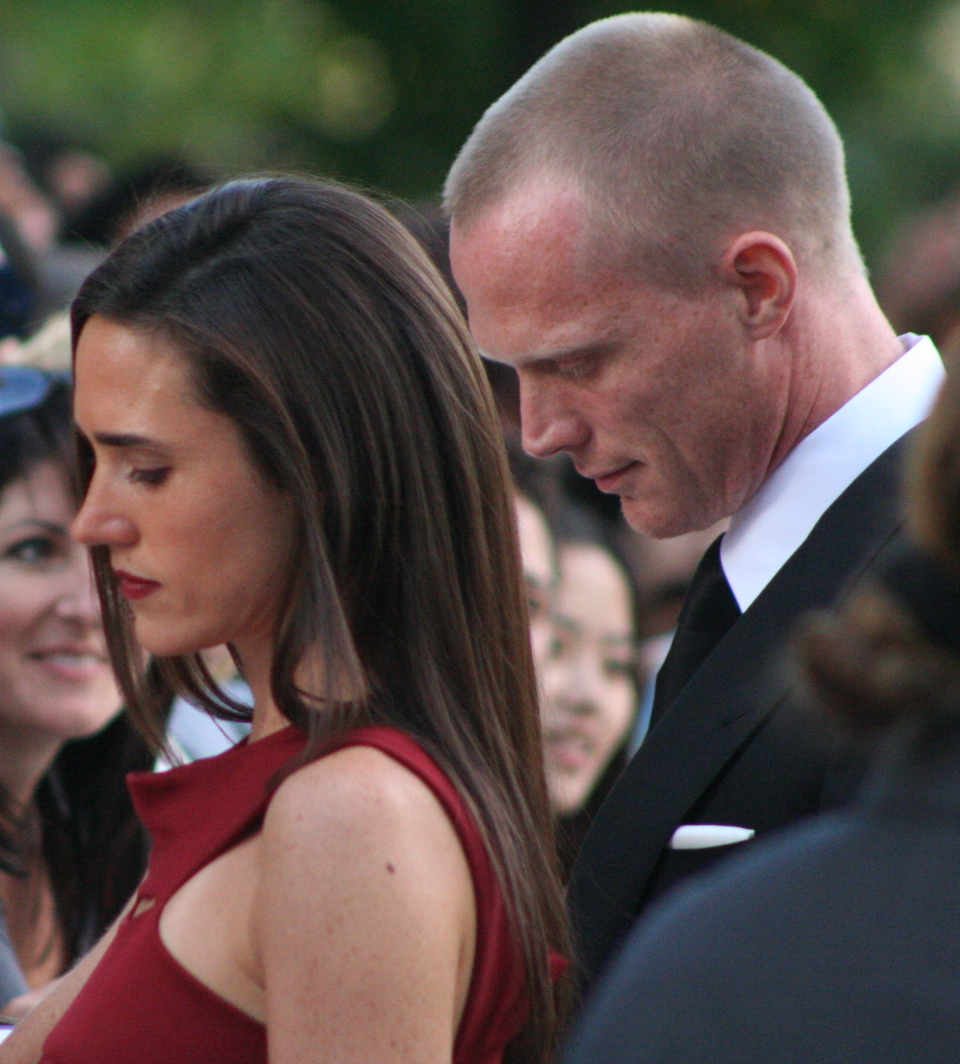
Connelly i Paul Bettany

Jennifer Lynn Connelly (ur. 12 grudnia 1970 w Cairo, w stanie Nowy Jork) – amerykańska aktorka filmowa, laureatka Oscara za drugoplanową rolę w filmie Piękny umysł (2001). Za rolę w tym filmie otrzymała również Złoty Glob i nagrodę BAFTA.

## Życiorys
Urodziła się 12 grudnia 1970 jako córka Gerarda, przedsiębiorcy odzieżowego, i właścicielki sklepu z antykami Eileen. Rodzice matki byli Żydami pochodzącymi z Polski i Rosji.
Connelly dorastała w Brooklyn Heights, uczęszczała do St. Ann’s School. Następne 4 lata mieszkała z rodziną w Woodstock. Karierę rozpoczęła w wieku 10 lat, pozując do zdjęć w gazetach i czasopismach, a następnie występując w reklamach telewizyjnych. Po ukończeniu szkoły zaczęła studiować angielską literaturę na Uniwersytecie Yale. Pod dwóch latach przeniosła się na Uniwersytet Stanforda, w którym studiowała aktorstwo.
Pierwszą rolę zagrała w filmie Dawno temu w Ameryce (1984) w reżyserii Sergio Leone, pierwszą główną rolę odegrała w filmie Fenomeny (Phenomena, 1985). Zagrała główną bohaterkę w filmie Jima Hensona pt. Labirynt (1986). Najbardziej znane role zagrała w filmach: Requiem dla snu (Requiem for a Dream, 2000) oraz Piękny umysł (2001) – za który otrzymała Oscara za najlepszą rolę drugoplanową, w tej samej kategorii otrzymała również Złotego Globa oraz nagrodę BAFTA.
W 2003 roku, na jubileuszowej 75. ceremonii rozdania Oscarów, pojawiła się na scenie w specjalnej, uroczystej prezentacji aktorów – wszystkich dotychczasowych laureatów Oscara. W tym samym roku wystąpiła w filmie pt. Hulk (reż. Ang Lee) jako Betty Ross. Za rolę została nominowana do nagordy Saturna dla najlepszej aktorki, lecz ostatecznie laureatką została Uma Thurman.
W kwietniu 2022 odbyła się premiera filmu z jej udziałem pt. Top Gun: Maverick, w którym zagrała Penelope „Penny” Benjamin. Film stał się hitem kasowym, zarabiając 1,5 mld USD, przy budżecie wynoszącym 170 mln USD.

## Życie prywatne
Od 1991 do 1996 spotykała się z Billym Campbellem. Później Connelly była w związku z fotografem Davidem Duganem, z którym ma syna Kaia (ur. 1997).
1 stycznia 2003 wzięła ślub z brytyjskim aktorem Paulem Bettanym, którego poznała przy pracy nad filmem Piękny umysł. Mają syna Stellana (ur. 2003) i córkę Agnes (ur. 2011).
14 listopada 2005 została ogłoszona ambasadorką Amnesty International. Od 2012 jest ambasadorką organizacji Save the Children, działającej w zakresie praw dziecka.

## Filmografia

### Filmy fabularne
- 1984: Dawno temu w Ameryce (Once Upon a Time in America[19]) jako młoda Deborah
- 1985: Phenomena[19] jako Jennifer Corvino
- 1985: Siedem minut w niebie (Seven Minutes in Heaven) jako Natalie Becker
- 1986: Labirynt (Labyrinth[19]) jako Sarah
- 1988: Niektóre dziewczyny (Some Girls) jako Gabriella
- 1989: Gwiazda (Étoile) jako Claire Hamilton / Natalie Horvath
- 1990: Życie na gorąco (The Hot Spot) jako Gloria Harper
- 1991: Człowiek rakieta (The Rocketeer) jako Jenny Blake
- 1991: Szansa dla karierowicza (Career Opportunities) jako Josie McClellan
- 1992: Istota sprawiedliwości (The Heart of Justice) jako Emma Burgess; film TV
- 1994: Of Love and Shadows jako Irene
- 1995: Studenci (Higher Learning) jako Taryn
- 1996: Nieugięci (Mulholland Falls) jako Allison Pond
- 1996: Far Harbor jako Ellie
- 1997: Abbottowie prawdziwi (Inventing the Abbotts) jako Eleonora Abbott
- 1998: Mroczne miasto (Dark City) jako Emma Murdoch / Anna
- 2000: Pollock jako Ruth Klingman
- 2000: Przebudzenie miłości (Waking the Dead) jako Sarah Williams
- 2000: Requiem dla snu (Requiem for a Dream) jako Marion Silver
- 2001: Piękny umysł (A Beautiful Mind) jako Alicia Nash
- 2003: Dom z piasku i mgły (House of Sand and Fog) jako Kathy Nicolo
- 2003: Hulk (The Hulk) jako Betty Ross
- 2005: Dark Water – Fatum (Dark Water) jako Dahlia Williams
- 2006: Małe dzieci (Little Children) jako Kathy Adamson
- 2006: Krwawy diament (Blood Diamond) jako Maddy Bowen
- 2007: Droga do przebaczenia (Reservation Road) jako Grace Learner
- 2008: Atramentowe serce (Inkheart) jako Roxanne
- 2008: Dzień, w którym zatrzymała się Ziemia (The Day the Earth Stood Still) jako Helen Benson
- 2009: Darwin. Miłość i ewolucja (Creation) jako Emma Darwin
- 2009: 9 jako 7 (głos)
- 2009: Kobiety pragną bardziej (He’s Just Not That Into You) jako Janine
- 2010: Virginia i jej problemy (Virginia) jako Virginia
- 2011: Bulwar odkupienia (Salvation Boulevard) jako Gwen Vanderveer
- 2011: Sekrety i grzeszki (The Dilemma) jako Beth
- 2012: Bez miłości ani słowa (Stuck in Love) jako Erica
- 2014: Do nieba (Aloft) jako Nana Kunning
- 2014: Noe: Wybrany przez Boga (Noah) jako Naameh
- 2014: Shelter[19] jako Hannah
- 2014: Zimowa opowieść (Winter’s Tale) jako Virginia Gamely
- 2016: Amerykańska sielanka (American Pastoral[19]) jako Dawn
- 2017: Spider-Man: Homecoming jako Karen (głos)
- 2017: Tylko dla odważnych (Only the Brave) jako Amanda Marsh
- 2019: Alita: Battle Angel[19] jako Chiren
- 2022: Top Gun: Maverick jako Penny Benjamin
- 2023: Złe zachowanie (Bad Behaviour) jako jako Lucy

### Seriale telewizyjne
- 1982: Tales of the Unexpected jako mała dziewczynka
- 2000–2001: Ulica (The $treet) jako Catherine Miller
- 2020–2024: Snowpiercer jako Melanie Cavill[19]
- od 2024: Mroczna materia (Dark Matter) jako Daniela Vargas Dessen

## Nagrody i nominacje
- Piękny umysł: Oscar[19] – najlepsza aktorka drugoplanowa (2002)
- Piękny umysł: Złoty Glob[19] – najlepsza aktorka drugoplanowa (2002)
- Piękny umysł: BAFTA[19] – najlepsza aktorka drugoplanowa (2002)
- Hulk: (nominacja) Saturn – najlepsza aktorka (2004)